# Сен-Сюльпис-де-Рюффек
Сен-Сюльпи́с-де-Рюффе́к (фр. Saint-Sulpice-de-Ruffec) — коммуна во Франции, находится в регионе Пуату — Шаранта. Департамент — Шаранта. Входит в состав кантона Рюффек. Округ коммуны — Конфолан.
Код INSEE коммуны — 16356.
Коммуна расположена приблизительно в 360 км к юго-западу от Парижа, в 75 км южнее Пуатье, в 35 км к северу от Ангулема, в долине реки Тьярд.

## Население
| Год  | Численность | Численность |
| ---- | ----------- | ----------- |
| 1968 | 83          | [ 7 ]       |
| 1975 | 67          | [ 7 ]       |
| 1982 | 50          | [ 7 ]       |
| 1990 | 46          | [ 7 ]       |
| 1999 | 35          | [ 7 ]       |
| 2006 | 36          | [ 7 ]       |
| 2011 | 33          | [ 7 ]       |
| 2013 | 33          |             |
| 2015 | 32          | [ 8 ]       |
| 2016 | 31          | [ 9 ]       |
| 2017 | 31          | [ 10 ]      |
| 2018 | 31          | [ 11 ]      |
| 2019 | 31          | [ 12 ]      |
| 2020 | 32          | [ 13 ]      |
| 2021 | 36          | [ 14 ]      |
| 2022 | 41          | [ 4 ]       |

## Экономика
Основу экономики составляет сельское хозяйство: животноводство (разведение альпака для получения шерсти) и растениеводство (кукуруза, рапс, подсолнечник).
В 2007 году среди 23 человек в трудоспособном возрасте (15—64 лет) 12 были экономически активными, 11 — неактивными (показатель активности — 52,2 %, в 1999 году было 61,9 %). Из 12 активных работали 12 человек (5 мужчин и 7 женщин), безработных не было. Среди 11 неактивных 0 человек были учениками или студентами, 6 — пенсионерами, 5 были неактивными по другим причинам.

## Галерея

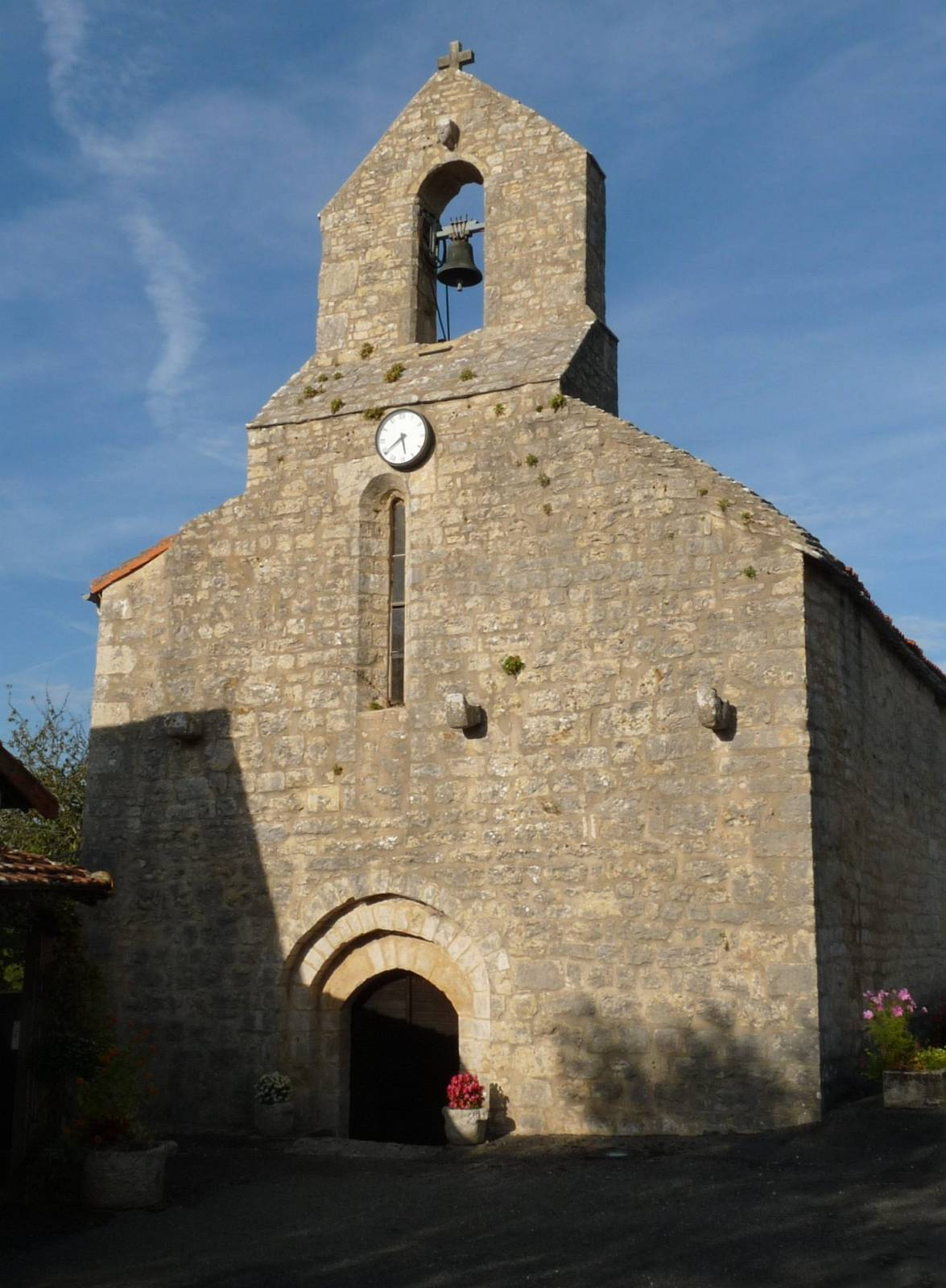
Церковь Сен-Сюльпис
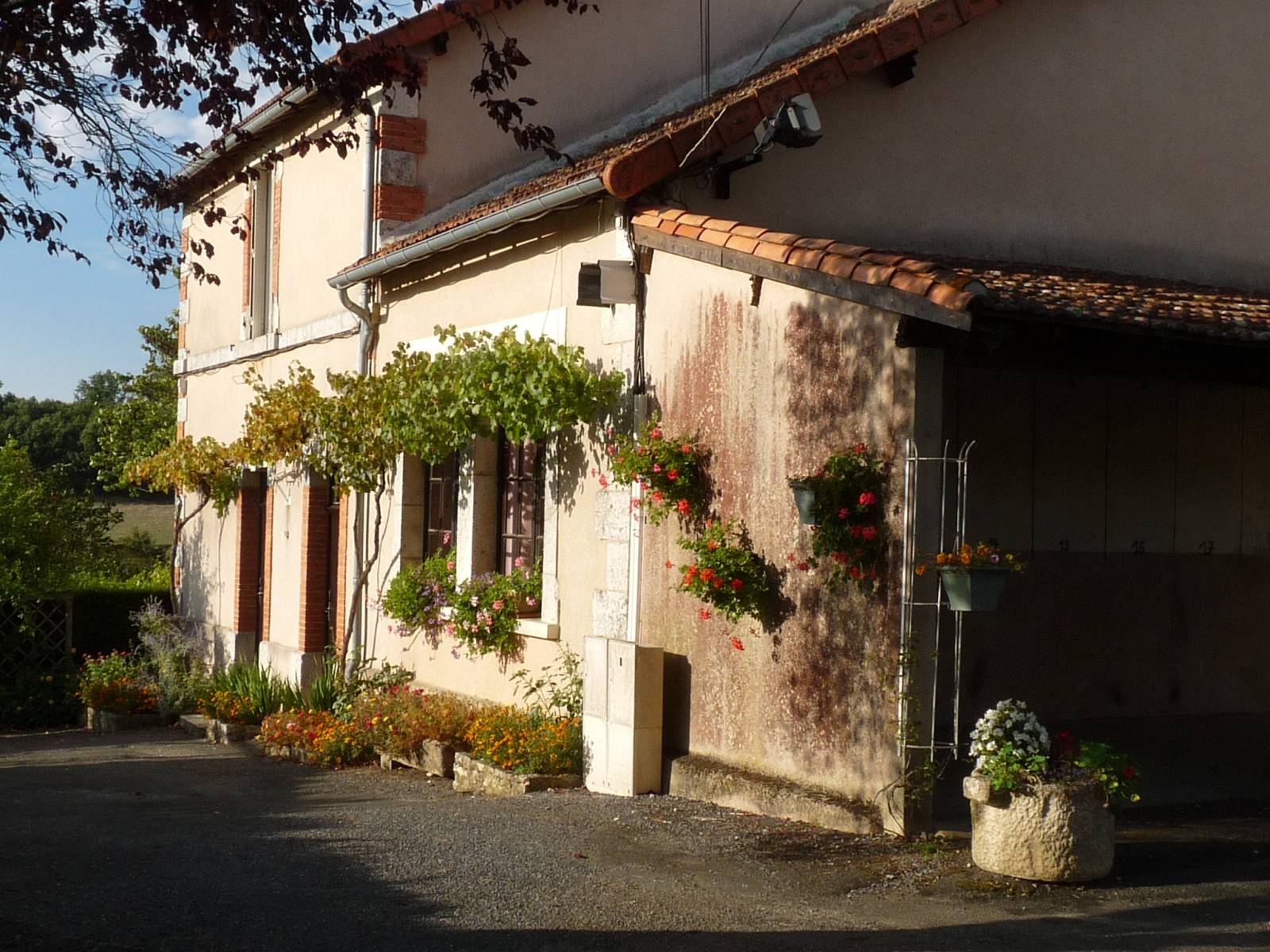
Мэрия
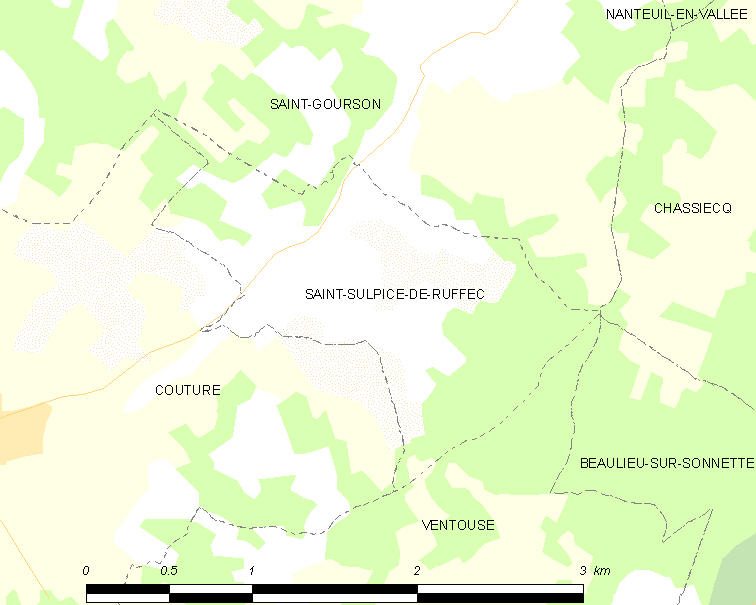
Карта коммуны